# Ibn Taghribirdi
Abū al-Maḥāsin Jamāl ad-Dīn Yūsuf bin at-Taġrībirdī est un historien arabe d'Égypte, né au Caire en février 1411 (Shawwāl, an 813 de l'Hégire), mort dans la même ville le 5 juin 1470 (an 874 de l'Hégire).

## Vie et œuvre
Son père, au service du sultan mamelouk an-Nâsir Faraj ben Barquq, était commandant-en-chef des armées égyptiennes en 1407, et mourut en 1412 alors qu'il était gouverneur de Damas et d'Alep. Sa mère, d'origine turque, avait été une esclave du sultan az-Zâhir Sayf ad-Dîn Barquq. Il fut élevé par sa sœur, puis à la cour du sultan. Il fréquenta les meilleures écoles du Caire, et fut notamment l'élève du théologien Badruddine Ayni et de l'historien Ahmad al-Maqrîzî. Il participa en 1432 à la campagne de Syrie du sultan Barsbay. Il effectua le pèlerinage à La Mecque en 1458.
Son ouvrage le plus fameux est une vaste histoire de l'Égypte, strictement chronologique, allant de la conquête musulmane en 641 à l'an 1469 ; elle s'intitule Al-Nujūm az-zāhira fī mulūk Miṣr wa-l-Qāhira (Les brillantes étoiles autour des rois de l'Égypte et du Caire). Il a également poursuivi l'Histoire des sultans ayyoubides et mamelouks d'Ahmad al-Maqrîzî de 1441 à 1469 (Hawādith ad-duhūr fī mada al-ayyām wa-sh-shuhūr). Il est aussi l'auteur d'un dictionnaire biographique contenant environ trois mille notices sur des personnages célèbres : Al-Manhal aṣ-ṣāfī wa-l-mustawfī ba'd al-wāfī. On lui connaît également une biographie du prophète Mahomet et une anthologie de la poésie arabe.

## Éditions
- Joseph Dacre Carlyle (éd.), Maured Allatafet Jemaleddini Filii Togri-Bardii, seu Rerum Ægyptiacarum Annales ab anno Christi 971 usque ad annum 1453, Cambridge, 1792.
- Theodor Willem Jan Juynboll, Heinrich Leberecht Fleischer, Benjamin Fredericus Matthes (éd.), Annales quibus titulus est Al-nujumal-zahira fi muluk misr wa-l-qahira e codd. mss. nunc primum arabice editi, Leyde, E. J. Brill, 1855-61.
- William Popper (éd.), Al-nujum al-zahira fi muluk misr wa-al-qahira, 7 vols., Berkeley, University of California Press, 1926-29 (traduction anglaise : History of Egypt (1382-1469 A.D.), Berkeley, University of California Press, 1954-63).
- William Popper (éd.), Hawadith al-duhur, 4 vols., Berkeley, University of California Press, 1930-42.
- Gaston Wiet (éd.), Les Biographies du Manhal Safi, Mémoires présentés à l'Institut d'Égypte, t. 19, Le Caire, 1932 (édition très condensée).
- Muhammad Muhammad Amîn, Sa'îd 'Abd al-Fattâh 'Ashûr (éds.), Al-Manhal al-ṣāfī wa-l-mustawfī ba'd al-wāfī, 12 vols., Le Caire, 1984-2006.